# Lukoil
LUKoil (en rus: ЛУКойл) és la companyia petroliera més gran de Rússia i el seu major productor de petroli. Les seves oficines centrals es troben a Moscou i és la segona companyia més gran, juntament amb ExxonMobil, pel que fa a reserves de cru. Així mateix, compta amb una altra seu a East Meadow, Nova York, Estats Units.

## Història
El consorci petrolífer Langepas-Urai-Kogalimneft, Lukoil (en rus ЛангепасУрайКогалымнефть) va ser fundat per Decret núm. 18 del Consell de Ministres de l'extinta URSS, del 25 de novembre de 1991. Formaven part d'aquest nou consorci un bon nombre de participades i auxiliars, encara que tres eren les més importants i estan especialitzades en l'extracció de petroli: Langepasneftegaz, Uraineftegaz i Kogalimneftegaz. L'empresa especialitzada en el refinament era Permnefteorgsintez, ia més comptava amb les refineries de Volgograd i de Novoufa (recentment adquirida per Bashkortostán). El seu nou nom és la combinació de l'acrònim LUK (inicials de les ciutats productores de petroli de Langepas, Uray, Kogalym) i la paraula anglesa oli.
El Decret núm. 1403 del 17 de novembre de 1992 va obrir la porta a la privatització i a la creació d'un veritable holding petrolier. El 1993, la companyia Lukoil es va transformar en Societat Anònima i va començar a cotitzar en borsa de manera escalonada.

### Anys 2010
De 2010 a febrer de 2011, ConocoPhillips va vendre la totalitat del 20% de Lukoil a causa de la seva difícil situació financera.
El setembre de 2012, Lukoil va crear un centre de serveis compartits a la República Txeca per oferir serveis de comptabilitat a les seves filials a Bèlgica, Polònia i Bulgària. El desembre de 2012, Lukoil va comprar el camp d'Imilor per 50.800 milions de ₽ al districte autònom de Khanty-Mansi per explorar i desenvolupar els jaciments d'hidrocarburs ubicats allà.
El febrer de 2013, Lukoil va vendre la refineria de petroli d'Odesa a la East European Fuel and Energy Company (VETEK) ucraïnesa. Per a Lukoil, la refineria de petroli no era rendible quan la producció es va aturar ja a l'octubre de 2010 i la refineria finalment va tancar l'estiu de 2013. L'abril de 2013, Lukoil va acceptar comprar la unitat russa de Hess Corporation per 2.050 milions de dòlars.
El 2014, l'empresa es va enfrontar a un fort descens de les vendes al detall a Ucraïna en un 42%, causat per la intervenció russa a Ucraïna. Com a resultat, la direcció de Lukoil va acordar vendre el 100% de la seva filial Lukoil Ukraine a l'empresa austríaca AMIC Energy Management, que es va anunciar a finals de juliol de 2014.
El 2014, Lukoil va vendre les seves estacions de servei a la República Txeca, Eslovàquia i Hongria.
El 2015, va vendre les seves estacions de servei a Estònia i Ucraïna, i el 2016, va vendre les seves estacions de servei a Letònia, Lituània, Polònia i Xipre.

### Anys 2020
El març de 2022, el preu de les accions de mercat de Lukoil va caure un 95 %, com a resultat de les sancions internacionals durant la invasió russa d'Ucraïna de 2022.
El 21 d'abril de 2022, Lukoil va emetre un comunicat dient que el president Vagit Alekperov havia dimitit i va dimitir del consell d'administració després de 29 anys.
La companyia petroliera estatal noruega Equinor va abandonar l'última de les seves empreses conjuntes a Rússia retirant l'empresa conjunta amb Lukoil i abandonant el projecte Kharyaga el 2 de setembre de 2022.
El 2023, Lukoil té previst duplicar la producció de petroli del projecte de l'Iraq, West Qurna Field 2, fins a 800.000 bpd.

### Efectes de la guerra russo-ucraïnesa
El març de 2022, Toby Gati, Roger Munnings i Wolfgang Schüssel van abandonar el consell d'administració a causa de les sancions internacionals durant la guerra russo-ucraïnesa.
Durant la invasió russa d'Ucraïna el 2022, el president de Lukoil Ravil Maganov havia criticat l'atac rus a Ucraïna. L'1 de setembre de 2022 va ser trobat mort a la finestra del seu hospital el dia que el president Putin va visitar l'hospital. Les càmeres de vídeo properes s'havien apagat. La companyia ha reconegut la mort en un comunicat dient que Ravil Maganov: va morir arran d'una malaltia greu.
La refineria d'Itàlia es va vendre el 2023, la de Bulgària es va permetre continuar després d'acceptar el pagament d'impostos a Bulgària i la refineria de Romania es va permetre continuar sempre que només refinés petroli no rus. El setembre de 2023, les autoritats búlgares van transferir la terminal petroliera del port de Rosenets sota control estatal. Per decisió del parlament, la concessió de 35 anys de Lukoil es va rescindir anticipadament sense pagament d'indemnització.

## Polèmiques

### Incidències ambientals
En un dels estanys d'emmagatzematge de la JSC Lukoil-Volgograd-neftepererabotka durant el període del 25 de juliol al 8 d'agost de 1996, el fang d'oli es va encendre a causa de la realització inacceptable de les operacions de soldadura. La capa superficial dels productes petroliers es va formar durant les dues últimes dècades, i ja es va notar una ignició similar en aquesta zona el 1972. Com a conseqüència de l'incendi de 1996, es van cremar unes 50.000 tones de productes petroliers, ja que fins i tot el sòl estava saturat de fraccions volàtils en aquest lloc. Allà on es va encendre el foc per primera vegada, la concentració de monòxid de carboni va superar els estàndards permesos gairebé 28 vegades, el diòxid de nitrogen es va triplicar, el sulfur d'hidrogen i el fenol més d'1,5 vegades. A les zones residencials del districte de Krasnoarmeysky de Volgograd, situat al 7 km del foc, així com als assentaments propers - B. i M. Chapurnik, Dubov Gully, Chervlen, Tingut - el contingut de productes de combustió a l'aire també va superar la concentració màxima permesa. En la liquidació d'aquesta important situació d'emergència tecnogènica amb greus conseqüències ambientals, van participar les divisions del Ministeri de Situacions d'Emergència de Rússia.
A la tardor de 2003, el Ministeri d'Emergències de Rússia va revelar el vessament de petroli com a resultat de la despressurització de l'oleoducte interfacial pertanyent al TPP Lukoil-Usinskneftegaz al territori de la República de Komi prop de la ciutat d’Usinsk. L'àrea de contaminació per petroli en un cas va ser d'uns 1.800 m², en el segon 377 m².
El 25 de gener de 2011 cap a les 10:00 (hora local), com a conseqüència d'una fuita d'oli a la sala de màquines LGPZ (CCI Langepasneftegaz), es va produir un incendi. El foc ha extingit més de 50 combatents. La planta va suspendre la seva feina.
El 20 d'abril de 2012, al camp de Trebs, desenvolupat conjuntament per Lukoil i Bashneft, es va produir un accident que va causar importants danys al medi natural: durant un dia, va continuar el flux de petroli del pou reobert, que va provocar grans -contaminació a escala del territori. Segons el servei de premsa de l'administració del districte autònom de Nenets, l'àrea de contaminació va superar els 5.000 metres quadrats, el volum d'oli vessat, segons Bashneft, va ser de 600 tones (en fonts independents els números van ser de fins a 2,2 mil tones).
L'11 de maig de 2021, es va identificar una fuita en una canonada connectada al camp d'Oshkoye de Lukoil. El vessament es va estimar en 100 tones de petroli, però els ecologistes van argumentar que 100 tones és una subestimació. El vessament s'havia infiltrat al riu Kolva i va viatjar riu amunt, afectant els hàbitats fluvials. La República de Komi del nord-oest de Rússia va declarar l'emergència. Els danys es van estimar en 4.100 milions de dòlars.

### Investigació ucraïnesa
El gener de 2015, el Servei de Seguretat d'Ucraïna va anunciar una investigació sobre si Lukoil havia finançat els prorussos al Donbàs.

### Infraccions de la llei antimonopoli
El novembre de 2009, el Servei Federal Antimonopoli de Rússia (FAS) va imposar una multa rècord de 6.540 milions de ₽ a l'empresa per violar la legislació antimonopoli. La multa es va imposar per l'abús de la posició dominant de l'empresa en el mercat majorista de productes petroliers durant el primer semestre de 2009, expressat en "la confiscació de mercaderies a la circulació" i la creació de "condicions discriminatòries per a la venda de productes petroliers a contraparts individuals". Tal com ha calculat FAS, aquestes accions van provocar un augment dels preus en els mercats majoristes de la gasolina per a motors, el gasoil i el querosè d'aviació durant el primer semestre de 2009.

### Cambridge Analytica
El març de 2018, la firma de dades Cambridge Analytica, vinculada a la campanya de Trump de 2016, va ser acusada de discutir l'orientació política dels votants nord-americans amb representants de Lukoil. «Cambridge Analytica va intentar identificar les característiques mentals i emocionals en determinats subconjunts de la població nord-americana i va treballar per explotar-les dissenyant-les per activar algunes de les pitjors vulnerabilitats de les persones, com ara el neurotisme, la paranoia i els prejudicis racials«», va dir el denunciant Christopher Wylie. Comissió Judicial del Senat el 2018. Amb Lukoil, la consultora va compartir estratègies d'interrupció electoral, que incloïen vídeos i pòsters destinats a desmoralitzar i alarmar els votants. Lukoil es troba a la llista d'identificacions de sancions sectorials, s'ha relacionat amb la influència russa en el passat, i el conseller delegat Vagit Alekperov, un antic ministre del petroli, havia fet declaracions que suggereixen que considera ajudar a Rússia com una forta ambició política.

### VP accident de conducció
El 25 de febrer de 2011, el vicepresident de Lukoil  Anatoliy Barkov va estavellar el seu Mercedes S500 contra un cotxe Citroën C3 amb la doctora Olga Alexandrina i la famosa obstetra Vera M. Sidelnikova a dins; ambdues dones van morir en la col·lisió. L’Administració General de Seguretat del Trànsit va culpar el conductor del Citroën, però es va suggerir que l'administració estava encobrint que l'autèntic culpable de l'accident va ser el conductor del Mercedes, que, segons testimonis presencials, circulava per un embús i va entrar el carril contrari. També s'especula que el conductor del Mercedes era el mateix vicepresident de Lukoil. Uns dies després de l'accident, el cap de la Inspecció Estatal de Seguretat del Trànsit de Moscou va emetre un avís de mala conducta al comandant del batalló de la Policia de Trànsit que va registrar l'accident a l'avinguda Leninsky perquè havia trucat prematurament a la conductora del Citroën, Olga Alexandrin., el culpable de l'accident. L'incident va provocar una reacció pública, en concret, es va organitzar un boicot a les benzineres d'aquesta empresa. El blogger Andrei Bocharov va anunciar un anunci simulat de Lukoil basat en aquest accident, i el raper Noize MC va escriure la cançó Mercedes S666 (Make Way for the Chariot).

### Bulgària
El juliol de 2011, Lukoil va tenir un conflicte amb les autoritats búlgares. Segons aquest últim, la refineria de Bourgas de l'empresa no disposava de comptadors instal·lats a temps per al combustible fabricat (utilitzat per determinar l'import dels impostos especials pagats), que, segons els funcionaris, Lukoil suposadament va pagar menys d'uns 250 milions d'euros al pressupost del país. Com a conseqüència, l'empresa va perdre la llicència i va ser aturada, però a principis d'agost de 2011 es va tornar a posar en marxa la planta.
L'any 2023 Bulgària va prendre la decisió de forçar les empreses energètiques russes a sortir del país i va augmentar el tipus impositiu al 60% sobre els beneficis de Lukoil Neftohim Burgas, amb l'esperança que es vengués la planta. Bulgària també va prohibir l'exportació de petroli rus refinat a partir de l'1 de gener de 2024 i la importació de petroli cru rus a partir de l'1 de març de 2024.

### Romania
L'octubre de 2023 Romania va invalidar la llicència de comerç a l'engròs de productes petroliers que tenia la filial registrada a Suïssa de Lukoil, Litasco SA, que subministra petroli cru i distribueix petroli refinat de la refineria de Petrotel Lukoil. A part d'una disputa fiscal, Romania afirma que la refineria no revela l'origen del seu cru, la quantitat que processa o on es distribueix el petroli refinat.

### Sancions
L'11 de setembre de 2014, el president dels EUA Obama va dir que els Estats Units s'unirien a la UE per imposar sancions més dures als sectors financer, energètic i de defensa de Rússia, després de l'escalada de la guerra russo-ucraïnesa. Els EUA van afegir Lukoil a la llista d'identificacions de sancions sectorials el 12 de setembre de 2014.
L'efecte de les sancions el 2022 contra el petroli rus enviat ha tingut un efecte perjudicial a la refineria Priolo Gargallo ISAB a Sicília amb la impossibilitat d'introduir petroli de Rússia i els problemes de finançament del flux d'efectiu relacionats. Això ha fet que la refineria estigui sota tutela italiana i s'ha buscat un comprador.

## Exploració i producció
Lukoil porta a terme l'exploració i/o la producció de petroli i gas a Rússia i (a partir del 2008) trenta països més: Kazakhstan, Azerbaidjan, Uzbekistan, Egipte, Iran, Iraq, Colòmbia, Veneçuela, Bèlgica, Aràbia Saudita i més .
El setembre de 2004, ConocoPhillips va comprar una participació del 7,6% a Lukoil i van signar un acord que podria augmentar aquesta xifra en el futur fins a un 20%. Les dues companyies petrolieres han acordat desenvolupar conjuntament un jaciment de petroli i gas al nord de Timan-Pechora zona de Rússia (República de Komi) i la intenció de garantir els drets per explotar el jaciment de Qurna occidental a l'Iraq, una de les més grans del país.

### Desenvolupament del Mar d'Aral
Ergash Shaismatov, el Viceprimer ministre d'Uzbekistan, va anunciar el 30 d'agost de 2006 que el govern uzbek i un consorci internacional integrat per l'estatal Uzbekneftegaz, Lukoil Overseas, Petrones, Korea National Oil Corporation i la Xina National Petroleum Corporation va signar un repartiment d'acord per explorar i desenvolupar jaciments de petroli i gas al Mar d'Aral, dient «El Mar d'Aral és en gran part desconegut, però té molt potencial en termes de la cerca de petroli i gas. Hi ha un risc, per descomptat, però creiem en l'èxit d'aquest projecte únic». El consorci va ser creat el setembre de 2005.